# Municipalità locale di Rustenburg
Rustenburg è una municipalità locale (in inglese Rustenburg Local Municipality) appartenente alla municipalità distrettuale di Bojanala della provincia del Nordovest in Sudafrica.
Il suo territorio si estende su una superficie di 5.719 km² ed è suddiviso in 36 circoscrizioni elettorali (wards).  Il suo codice di distretto è NW373.

## Geografia fisica

### Confini
La municipalità locale di Rustenburg confina a nord con quella di Moses Kotane, a est con quelle di Mogale City (West Rand/Gauteng) e Madibeng, a sud con quelle di Merafong City e Merafong City (Dr Kenneth Kaunda) e a ovest con quella di Kgetleng Rivier.

### Città e comuni
- Bafokeng
- Bakwena Ba Magopa
- Baphalane
- Bapo Ba Ga Mogale
- Boitekong
- Hartebeesfontein
- Magaliesberg Nature Reserve
- Mankwe
- Marikana
- Meriting
- Monakato
- Paardekraal
- Paardekraal Platinum Mine
- Phatsima
- Phokeng
- Photsaneng
- Rooikoppies
- Rustenburg
- Sunrise Park
- Tlhabane
- Waterval

### Fiumi
- Elands
- Hex
- Leragane
- Mankwe
- Maretlwana
- Mooi
- Sandspruit
- Sterkstroom

### Dighe
- Bospoort Dam
- Buffelspoort Dam
- Olifantsnekdam
- Rooikoppies Dam
- Vaalkopdam